# زرد
‎زَرد، یکی از رنگ‌های اصلی است. از نظر طیفی، رنگ زرد میان نارنجی و سبز قرار دارد. طول موج نور زردرنگ میان ۵۶۵ و ۵۹۰ نانومتر در طیف نوری قرار دارد. در فرهنگ عام و در میان دریانوردان نیز، پرچم زرد نشانه بیماری بوده است. زرد گاهی به عنوان صفت برای نشریات یا رسانه‌هایی به کار می‌رود که مطالب پیش‌پاافتاده یا مبتذل منتشر می‌کنند.
رنگ زرد، رنگی بین نارنجی و سبز در طیف نور مرئی است. توسط نور با طول موج غالب تقریباً ۵۷۰–۵۹۰ نانومتر گُسیل می‌شود. این یک رنگ اصلی در سیستم‌های رنگی تفریقی است که در نقاشی یا چاپ رنگ مورد استفاده قرار می‌گیرد. در مدل رنگ RGB که برای ایجاد رنگ در صفحه تلویزیون و کامپیوتر استفاده می‌شود، رنگ زرد رنگی ثانویه است که با ترکیب قرمز و سبز با شدت برابر ساخته می‌شود. زرددانه‌ها، رنگ زرد مشخصی را به برگ‌های پاییزی، ذرت، قناری‌ها، گیاهان دارچین و لیموها و همچنین زرده‌های تخم مرغ، کره‌ها و موز می‌بخشند. به دلیل پراکندگی جوی طول موج‌های کوتاهتر (سبز، آبی و بنفش)، نور خورشید در هنگامی که خورشید نزدیک افق قرار می‌گیرد (هنگام طلوع و غروب)، یک رنگ مایل به زرد پدید می‌آید.
از آنجا که رنگ زرد به‌طور گسترده‌ای در دسترس بود، رنگدانه‌های زرد (ناشی از خاک سرخ) یکی از اولین رنگ‌های مورد استفاده در هنر بود. غار Lascaux در فرانسه دارای نقاشی اسب زرد با قدمتی ۱۷۰۰۰ ساله است. از رنگدانه‌های اخرایی و زرد روشن برای نشان دادن رنگ طلا و پوست در مقبره‌های مصر و سپس در نقاشی‌های دیواری در ویلاهای رومی استفاده می‌شد. در کلیسای اولیه مسیحیان، رنگ زرد رنگی بود که با پاپ و کلیدهای طلایی پادشاهی همراه بود، اما همچنین با یهودا اسخریوطی همراه بود و از آن برای علامت‌های بدخیم استفاده می‌شد. در قرن بیستم، یهودیان در اروپا تحت اشغال نازی‌ها مجبور شدند ستاره زرد بپوشند. در چین، زرد روشن رنگ پادشاهی بود و فقط توسط امپراتور و خانواده‌اش پوشیده می‌شد. مهمانان ویژه در فرش زرد مورد استقبال قرار می‌گرفتند.
براساس بررسی‌های انجام شده در اروپا، کانادا و ایالات متحده، رنگ زرد رنگی است که اغلب مردم آن را به سرگرمی، نجابت، شوخ‌طبعی، و خودجوش بودن می‌شناسند. همچنین این رنگ ظلمت، حسادت، دودستگی را نشان می‌دهد. در ایران معنای رنگ پریدگی و بیماری می‌دهد، همچنین به معنی خرد و ارتباط معنوی نیز هست. در چین و بسیاری از کشورهای آسیایی، رنگ زرد به عنوان رنگ شادی، شکوه، هارمونی و خرد به چشم می‌خورد.
در تاریخ ایران این رنگ برای پیراهن کریم خان در زمان زندیه استفاده شده است

## از منظر علمی
رنگ زرد بین طیف سبز و نارنجی در طیف نور مرئی یافت می‌شود. این رنگی است که چشم انسان هنگام نگاه کردن به نور با طول موج غالب بین ۵۷۰ تا ۵۹۰ نانومتر مشاهده می‌کند.
در چاپ رنگ، رنگ زرد یکی از سه رنگ جوهر به همراه رنگ قرمز و آبی است که در کنار رنگ مشکی نیز می‌توان در ترکیب مناسب به همراه رنگ مشکی برای چاپ هر رنگی استفاده کرد (به مدل CMYK مراجعه کنید).

### طیف‌ها
از زرد به سیاه
| FFFF00 | EEEE00 | DDDD00 | CCCC00 | BBBB00 | AAAA00 | 999900 | 888800 | 777700 | 666600 | 555500 | 444400 | 333300 | 222200 | 111100 | 000000 |

از زرد به سفید
| FFFF00 | FFFF11 | FFFF22 | FFFF33 | FFFF44 | FFFF55 | FFFF66 | FFFF77 | FFFF88 | FFFF99 | FFFFAA | FFFFBB | FFFFCC | FFFFDD | FFFFEE | FFFFFF |

|  |

### زیست‌شناسی
برگ‌های پاییزی، گل‌های زرد، موز، پرتقال و سایر میوه‌های زرد همه حاوی زرددانه‌ها، رنگدانه‌های ارگانیک زرد و قرمز هستند که در کلروپلاست‌ها و کروموپلاست‌های گیاهان و برخی ارگانیسم‌های فتوسنتزی دیگر مانند جلبک، برخی باکتری‌ها و برخی قارچها یافت می‌شود. آنها دو نقش کلیدی در گیاهان و جلبکها دارند: آنها انرژی نور را برای استفاده در فتوسنتز جذب می‌کنند و کلروفیل سبز را در برابر نورپرداختی محافظت می‌کنند.

## واژه‌شناسی
ترکیبات و مشتقات واژگانی:
- زرده: بخش زرد تخم مرغ
- زردک: هویج
- زردک ریش‌بزی یا زردک ریگی: شقاقل
- زردآلو: گونه‌ای میوه

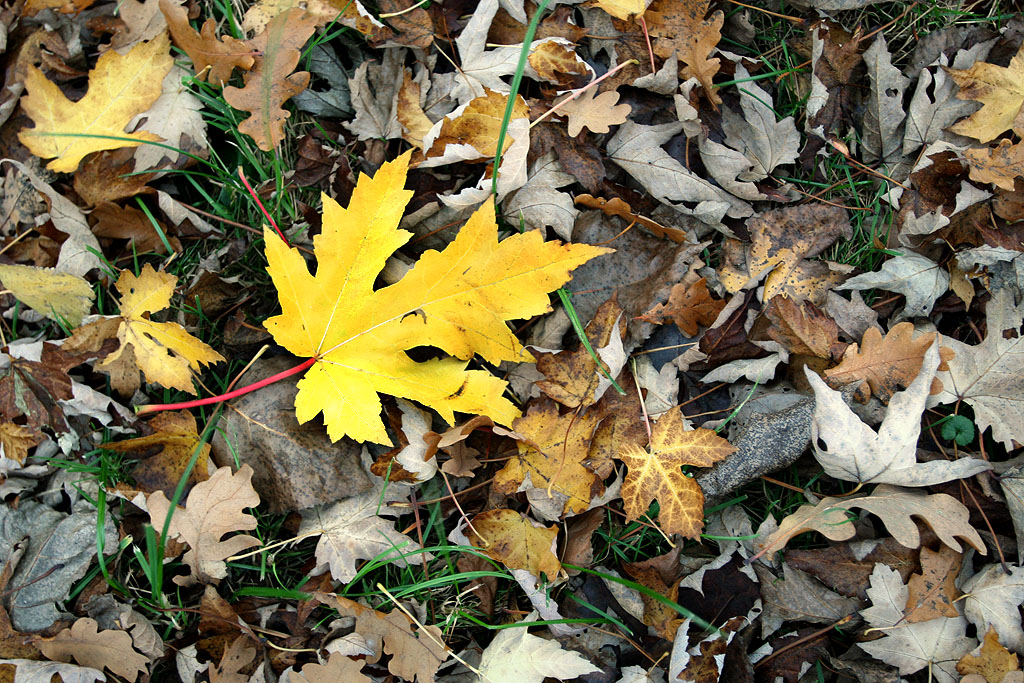
برگ زرد در پاییز

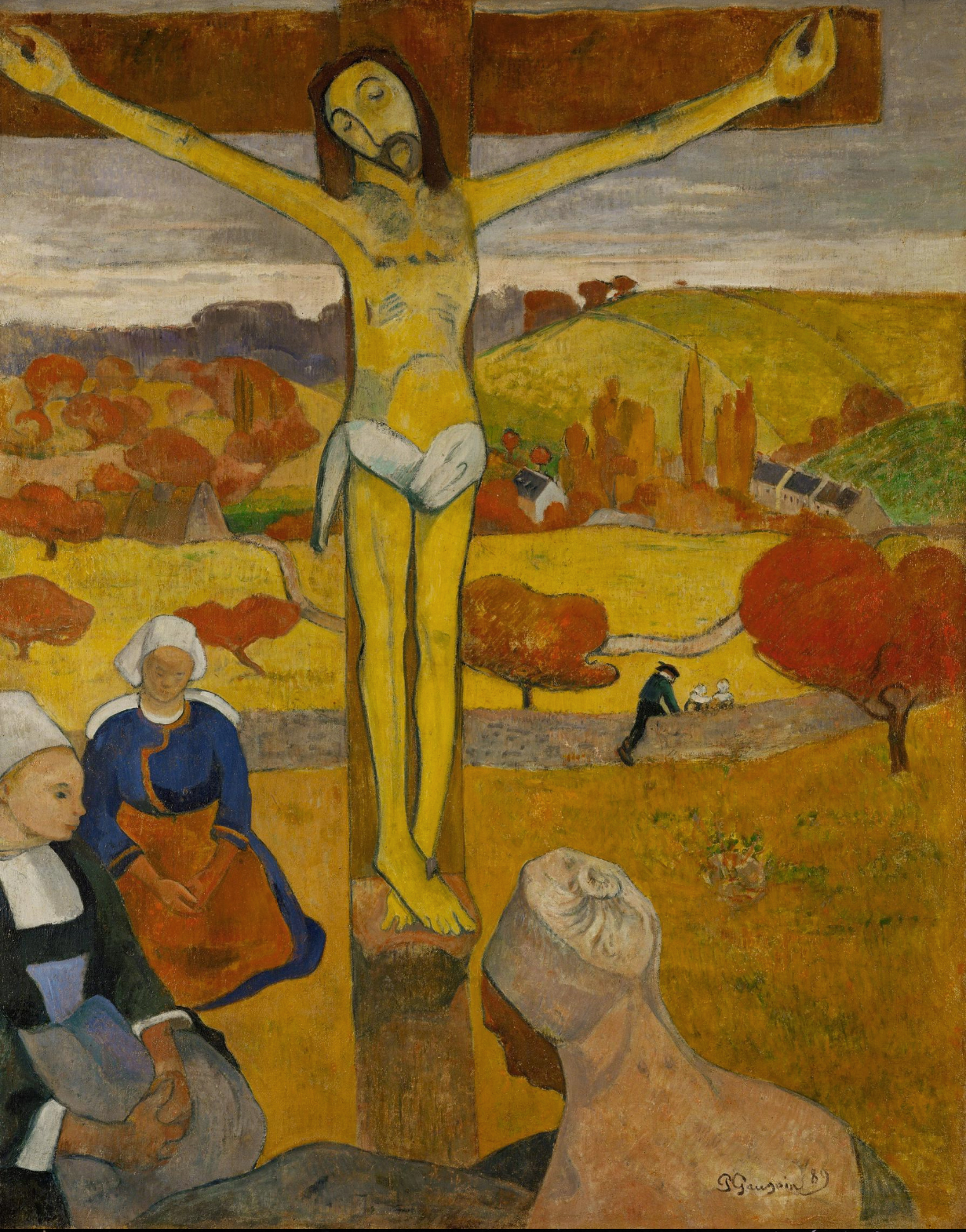
مسیح زرد، اثر پل گوگن

- زرد کردن: کنایه از ادرار به‌خود در اثر ترس
- زردنبو: دارای موهای کاملاً زرد و طلایی
- زردی: یا یرقان علامت بیماری
- زردپی: از پی‌های بدن
- زردچوبه: از ادویه
- زردپوست: نام یک نژاد بشری
- زرداب: صفرا
- زردزخم: یک بیماری پوستی عفونی
- زردوره

زبانزدها:
- زردی من از تو سرخی تو از من

نام‌های جغرافیایی:
- زردبند
- زرد
- زردآب، روستایی در ایران
- زردآب شهری در جمهوری آذربایجان.
- زردآبیه
- زردآلو
- زردلو
- زرده
- زرده‌خانه
- زرده‌سوار
- زرده‌کمر
- زردین
- زردی‌ها

## تاریخچه و طبیعت
رنگ زرد، به شکل رنگدانه‌های زرد چوبی که از خشت ساخته شده بود، اولین رنگی بود که در هنر غارهای ماقبل تاریخ به کار رفته بود. غار لاساکو تصویری از اسبی با رنگ زرد دارد که تخمین زده می‌شود قدمت آن ۱۷۳۰۰ سال باشد.

### تاریخ باستان
در مصر باستان، رنگ زرد با طلا همراه بود، که فاسدنشدنی، جاودانه و تغییرناپذیر محسوب می‌شد. اعتقاد بر این بود که پوست و استخوان خدایان از طلا ساخته شده است. مصریان از رنگ‌های زرد در نقاشی‌های مقبره استفاده می‌کردند. آنها معمولاً یا از پوسته زرد رنگ یا زرد درخشان استفاده می‌کردند، اگرچه از آرسنیک ساخته شده بود و بسیار سمی بود. یک جعبه رنگ کوچک با رنگدانه مدار در مقبره پادشاه توت‌عنخ‌آمون پیدا شد. مردان همیشه با صورت‌های قهوه ای و زن‌ها با رنگ زرد یا طلایی نشان داده می‌شدند.
رومیان باستان در نقاشی‌های خود از رنگ زرد برای نشان دادن طلا و همچنین در رنگ‌های پوستی استفاده می‌کردند. این غالباً در نقاشی‌های دیواری Pompeii یافت می‌شود.

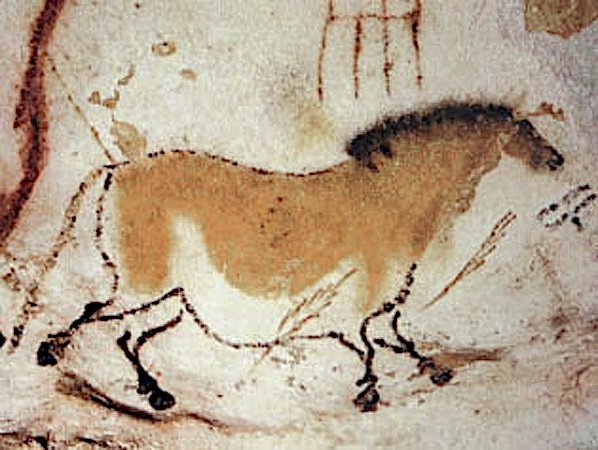
تصویری از اسب زرد غار لاساکو با قدمت ۱۷ هزار سال
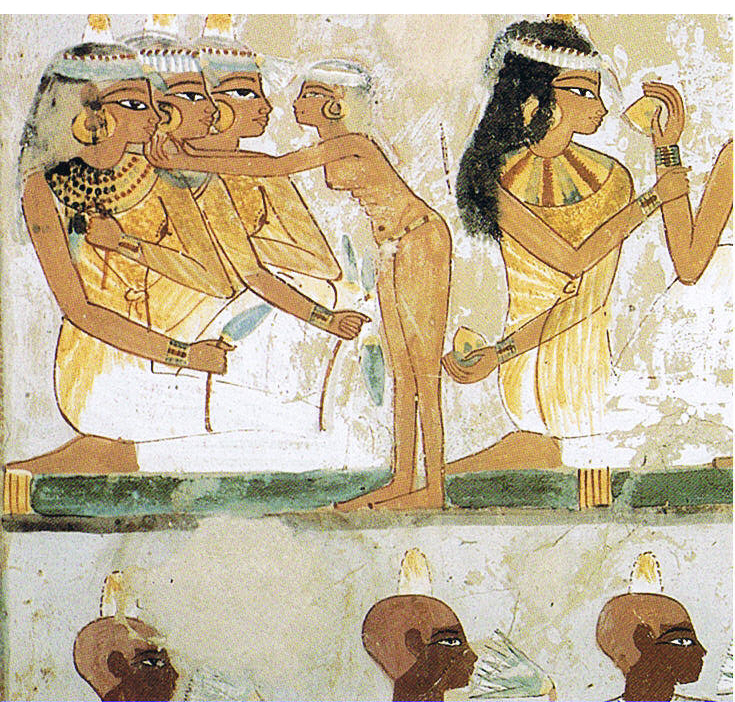
نقاشی‌هایی در مقبره ناخت در مصر باستان (قرن ۱۵ قبل از میلاد).
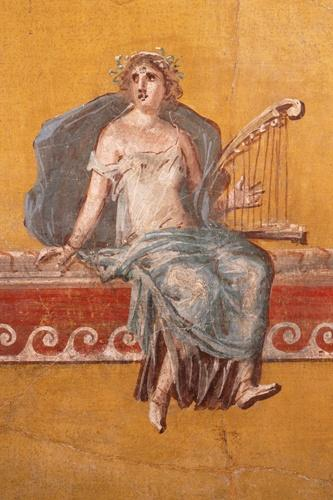
اخرایی اغلب در نقاشی‌های دیواری در ویلاها و شهرهای روم باستان مورد استفاده قرار می‌گرفت.
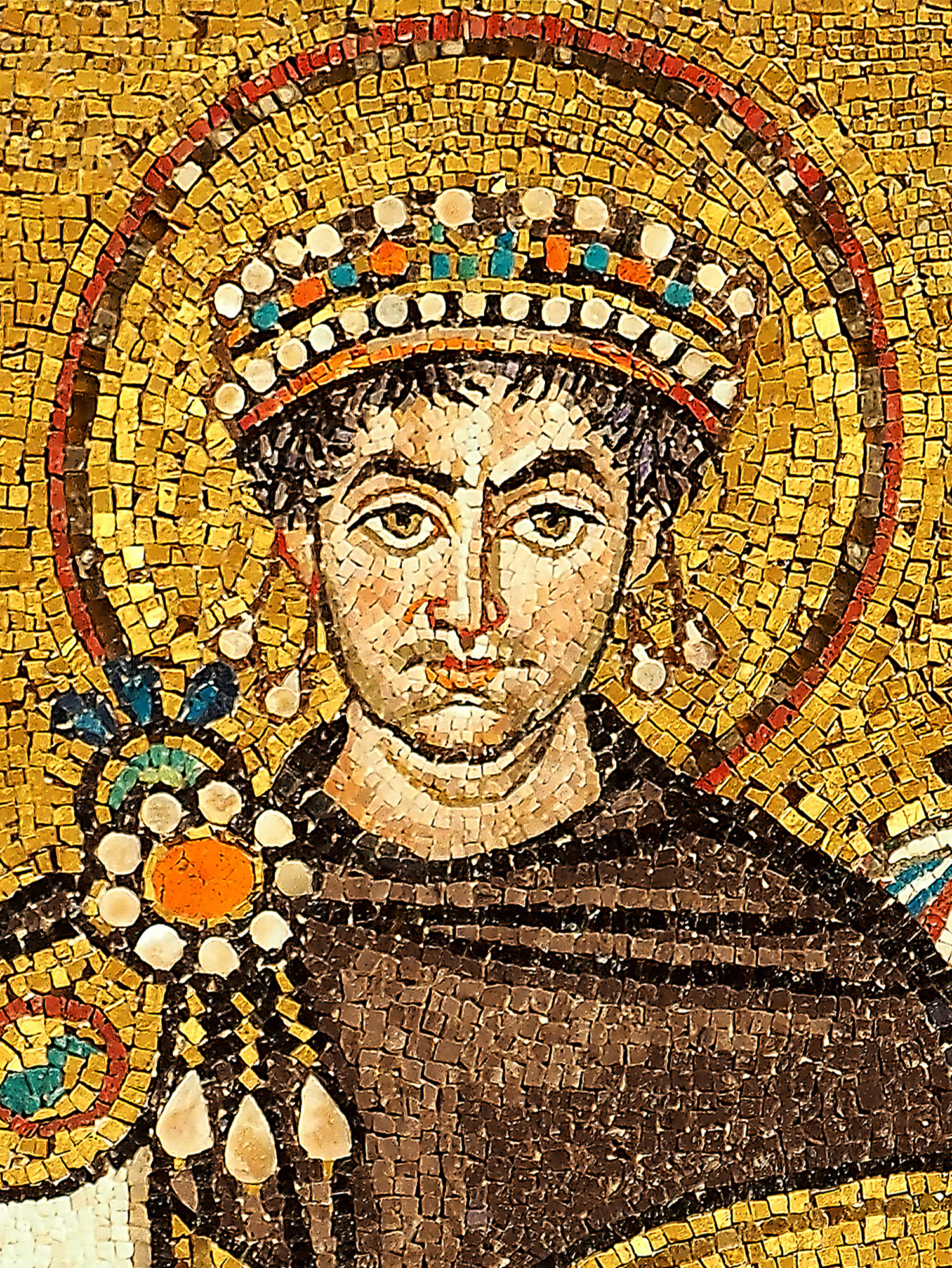
در هنر بیزانس از مقدار زیادی طلا استفاده می‌شد. (تصویری از امپراتور ژوستینین یکم از باسیلیکا سن ویتاله در راونای ایتالیا (قرن ۶ میلادی))
پرچم دودمان پالایولوگی امپراتوران بیزانس به رنگ قرمز و طلایی بود.

### دوران پساکلاسیک
در دوره پسا کلاسیک، رنگ زرد کاملاً به عنوان رنگ یهودا اسخریوطی، شاگردی که به عیسی مسیح خیانت کرد، تثبیت شد، با وجود اینکه کتاب مقدس هرگز لباس او را توصیف نمی‌کند. از این حیث، رنگ زرد نیز با حسادت و دورویی ارتباط برقرار کرد.
این رسم در رنسانس منجر به علامت زدن افراد خارجی غیر مسیحی مانند یهودیان با رنگ زرد شد. در قرن شانزدهم اسپانیا، متهمین به بدعت و افرادی که از عقاید خودداری نکردند، مجبور شدند که در استیضاح اسپانیایی با شنل زرد حاضر شوند.
رنگ زرد در طول تاریخ با سرمایه داران و امور مالی همراه بوده است. آرم انجمن ملی Pawnbrokers، سه کره طلایی را که از یک نوار آویزان شده‌اند، به تصویر می‌کشد و به سه کیف طلایی اشاره می‌کند که پشتیبان قدیس pawnbroking، سنت نیکلاس، در دستان خود است. علاوه بر این، نماد سه گوی طلایی در پالتوی دودمان مدیچی (یک سلسله معروف ایتالیایی قرن پانزدهم از بانکداران و وام دهندگان) یافت می‌شود.

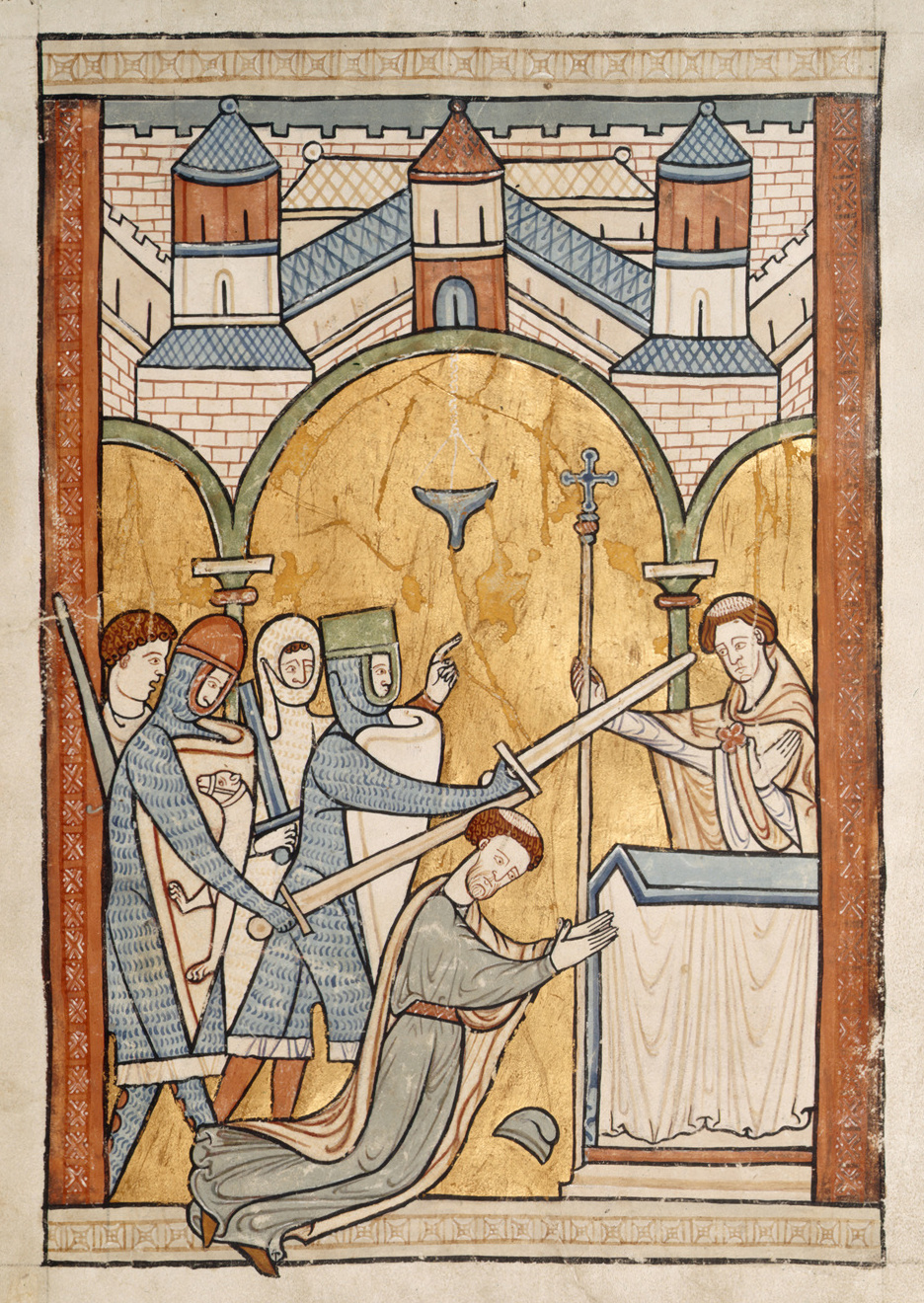
از زعفران بعضاً به عنوان یک رنگدانه در نسخه‌های قرون وسطایی استفاده می‌شد ، مانند این صفحه که نشان دهنده قتل توماس بکت در کلیسای جامع کانتربری است. (حدود ۱۲۰۰).
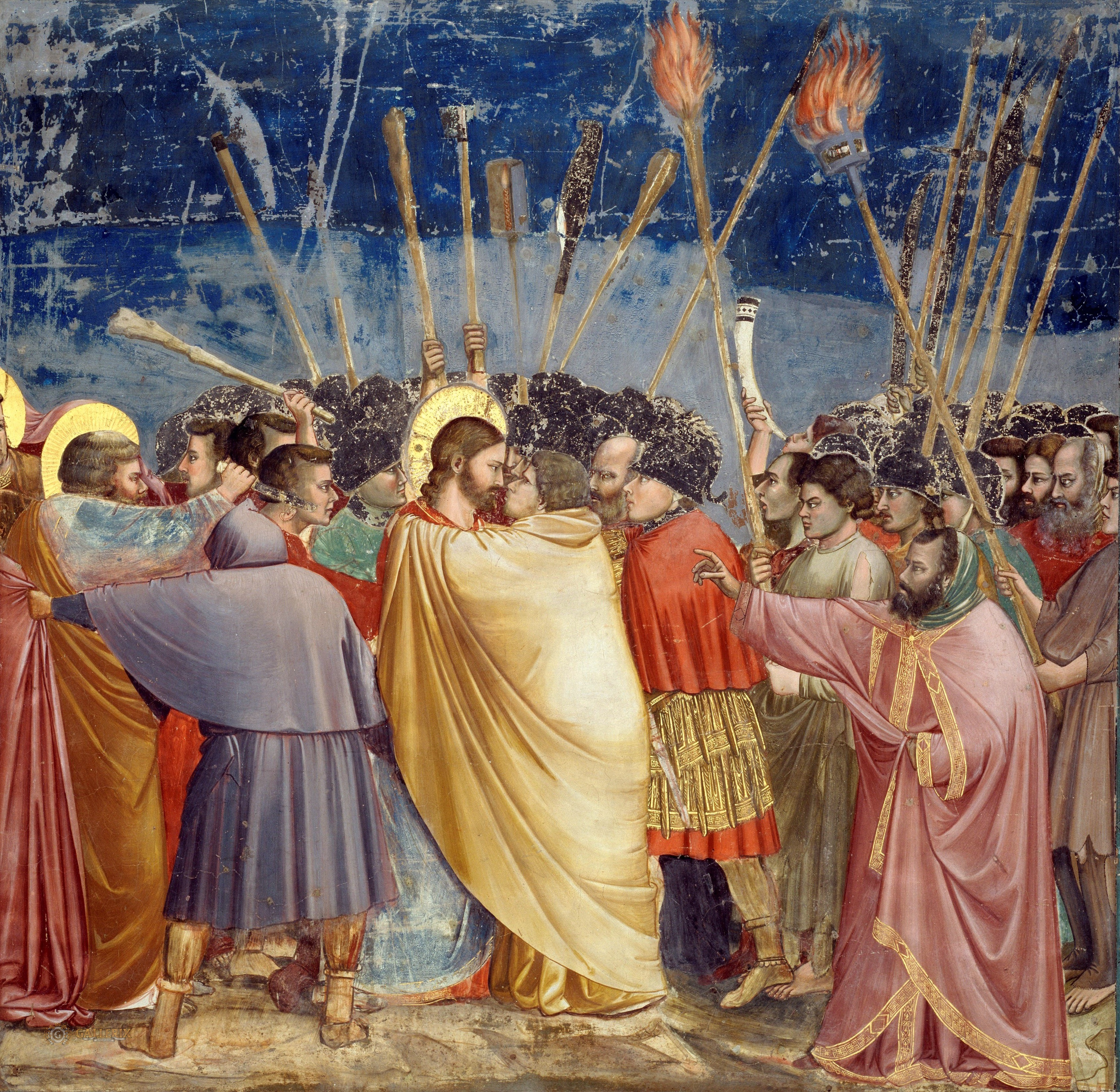
بوسه یهودا (به سال ۱۳۰۴ م.)،سنت قرون وسطایی لباس یهودا اسخریوطی را در یک لباس زرد دنبال کرده است.
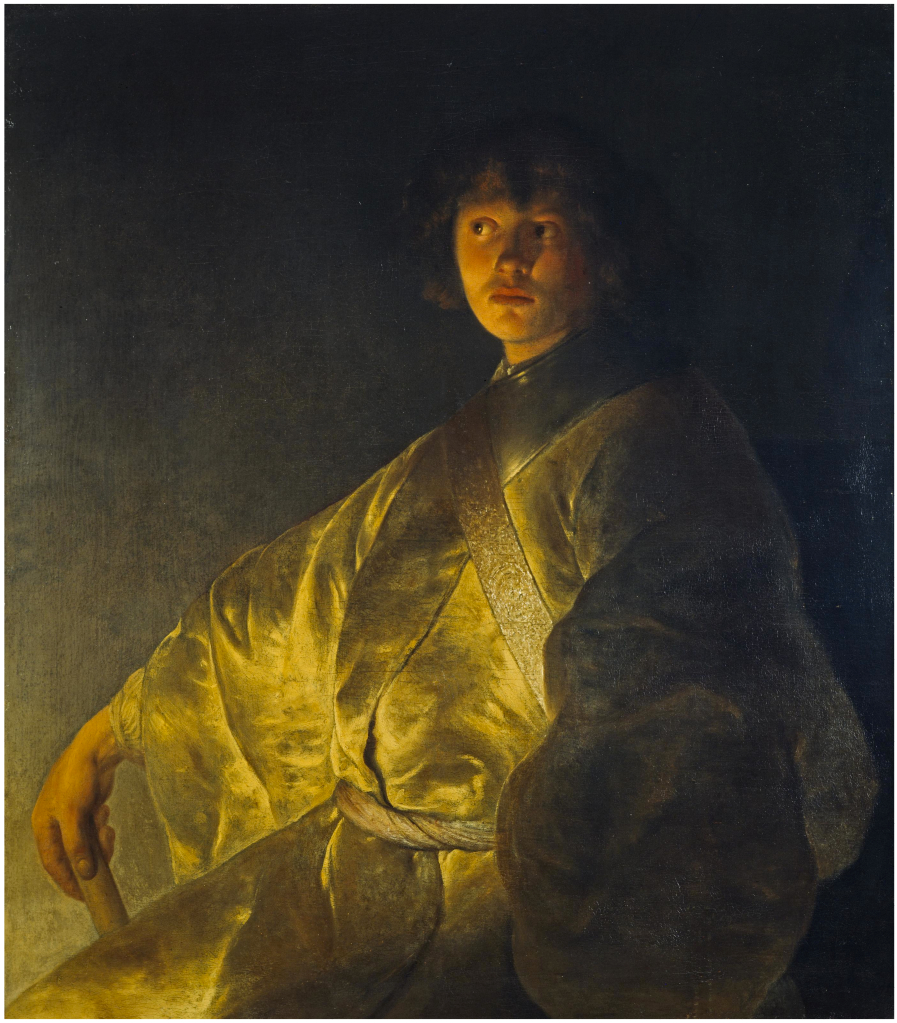
جوانی با لباس زرد جان یان لیونز ، ج. ۱۶۳۰-۱۶۳۱
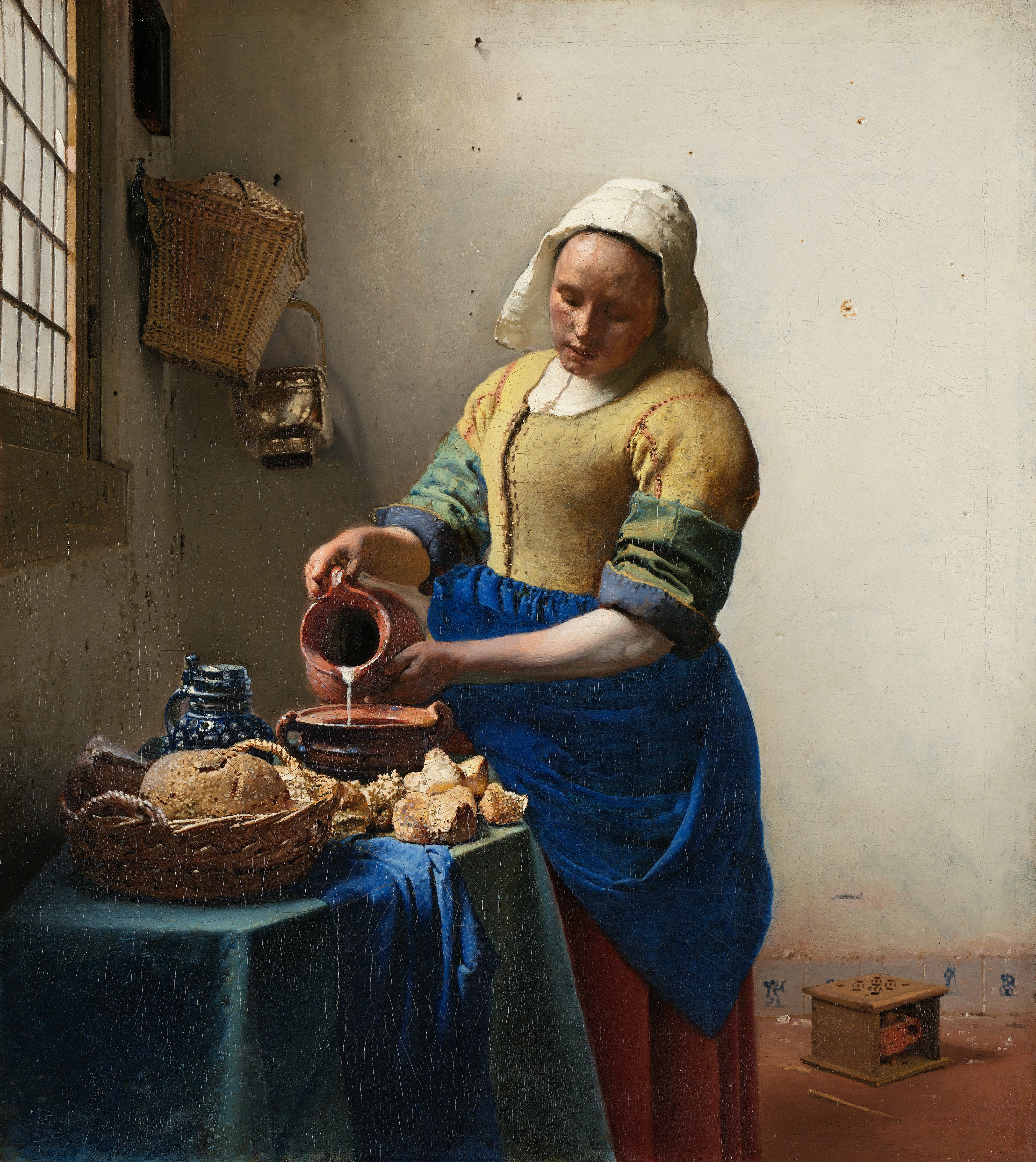
زن شیردوش اثر یوهانس فرمیر

### گل‌ها
رنگ زرد رایج‌ترین رنگ در بین گل‌ها است. این رنگ قابل رویت‌ترین رنگ در بین حشراتی است که در گرده‌افشانی گل‌ها نقش دارند.

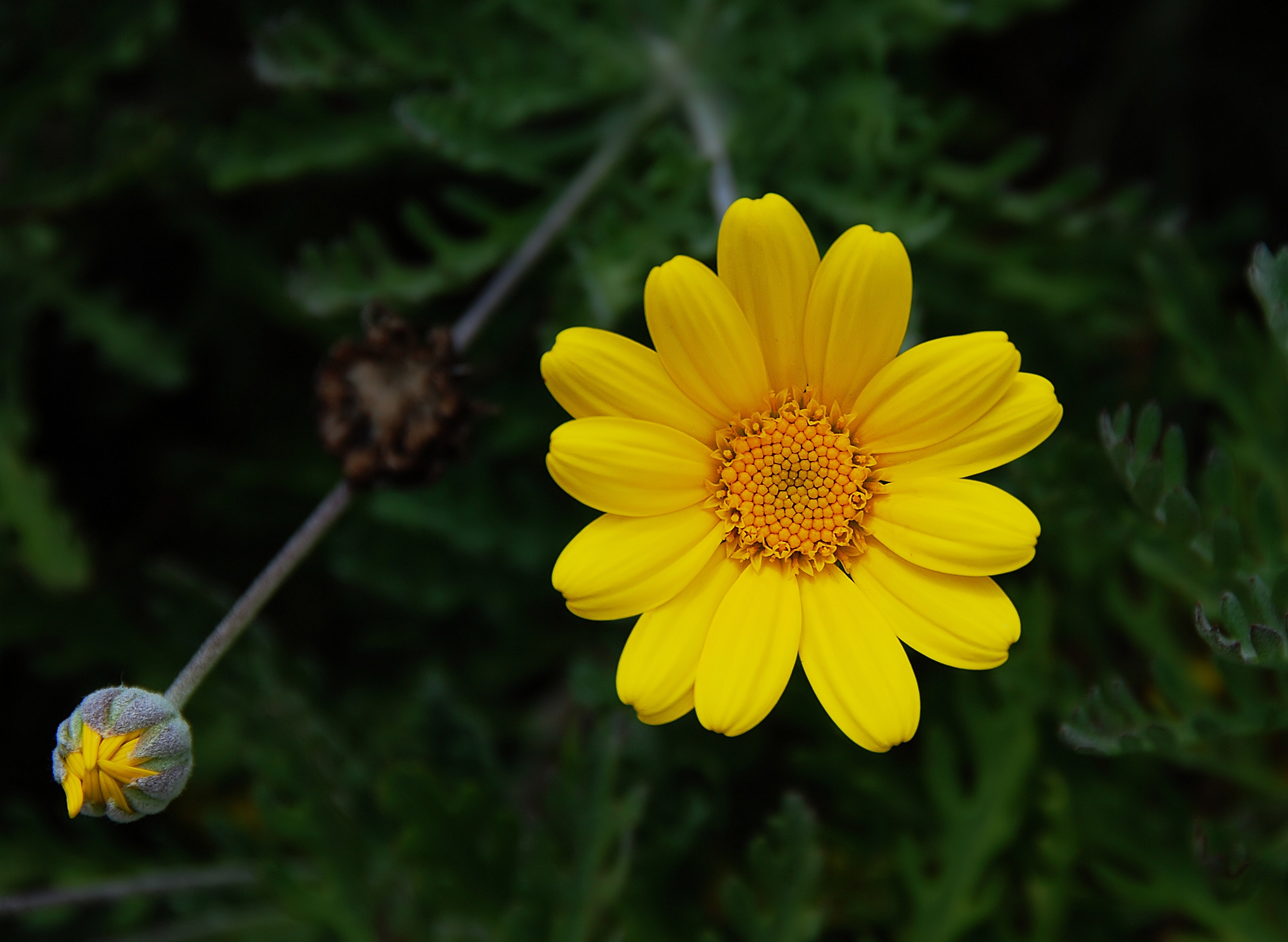
Anthemis tinctoria (golden marguerite)
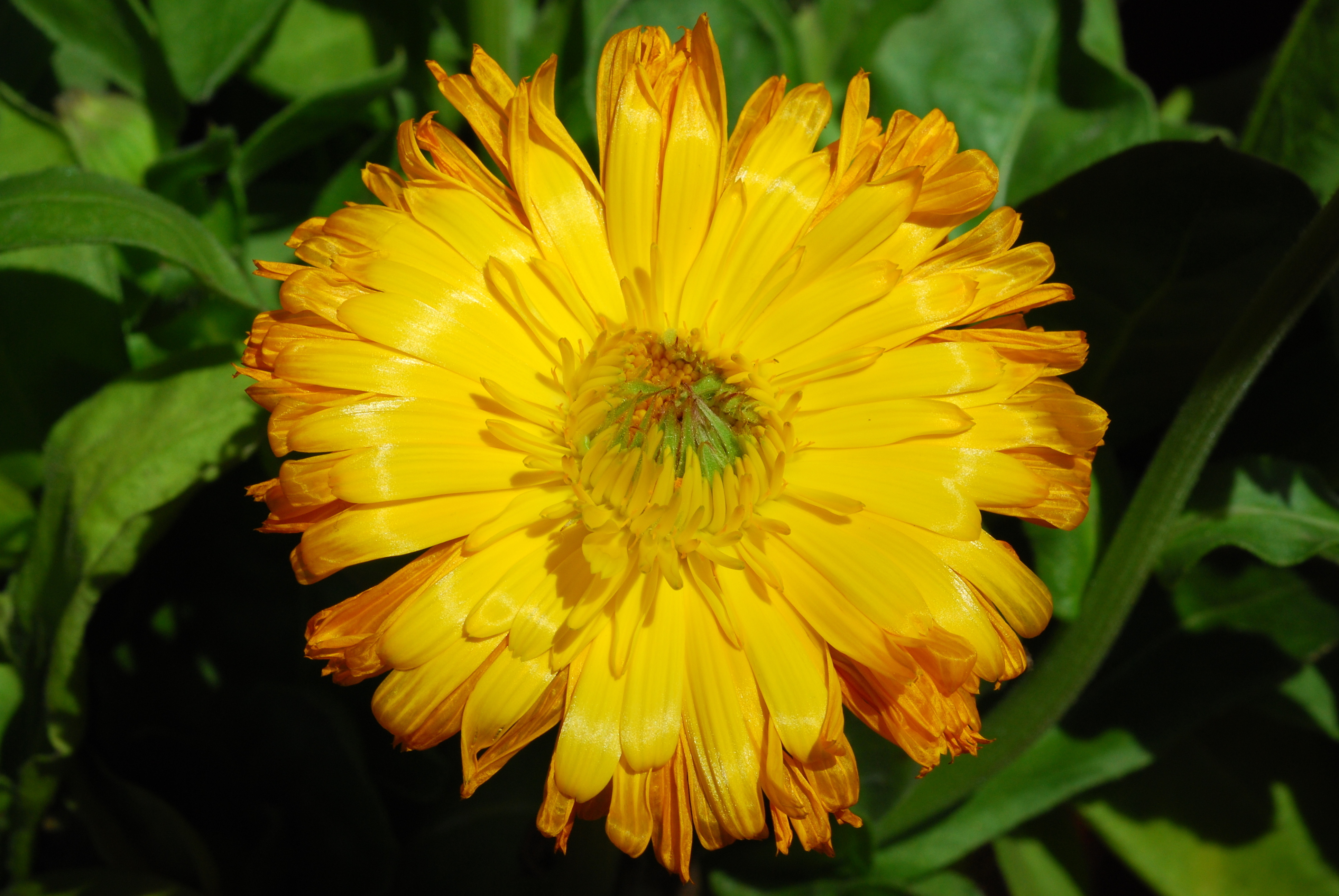
گل همیشه‌بهار (pot marigold)
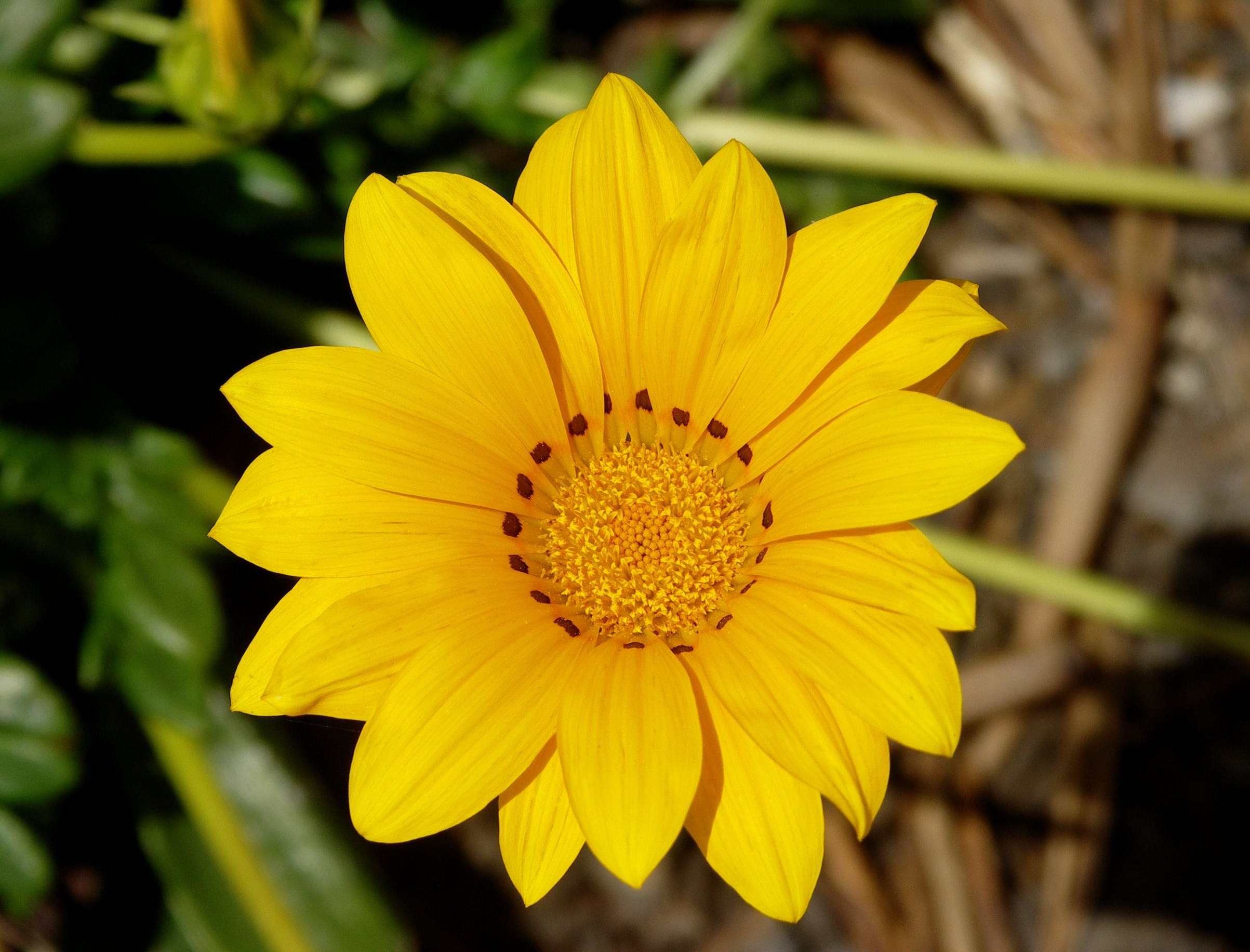
آصف‌السلطنه (گل) (coastal gazania)
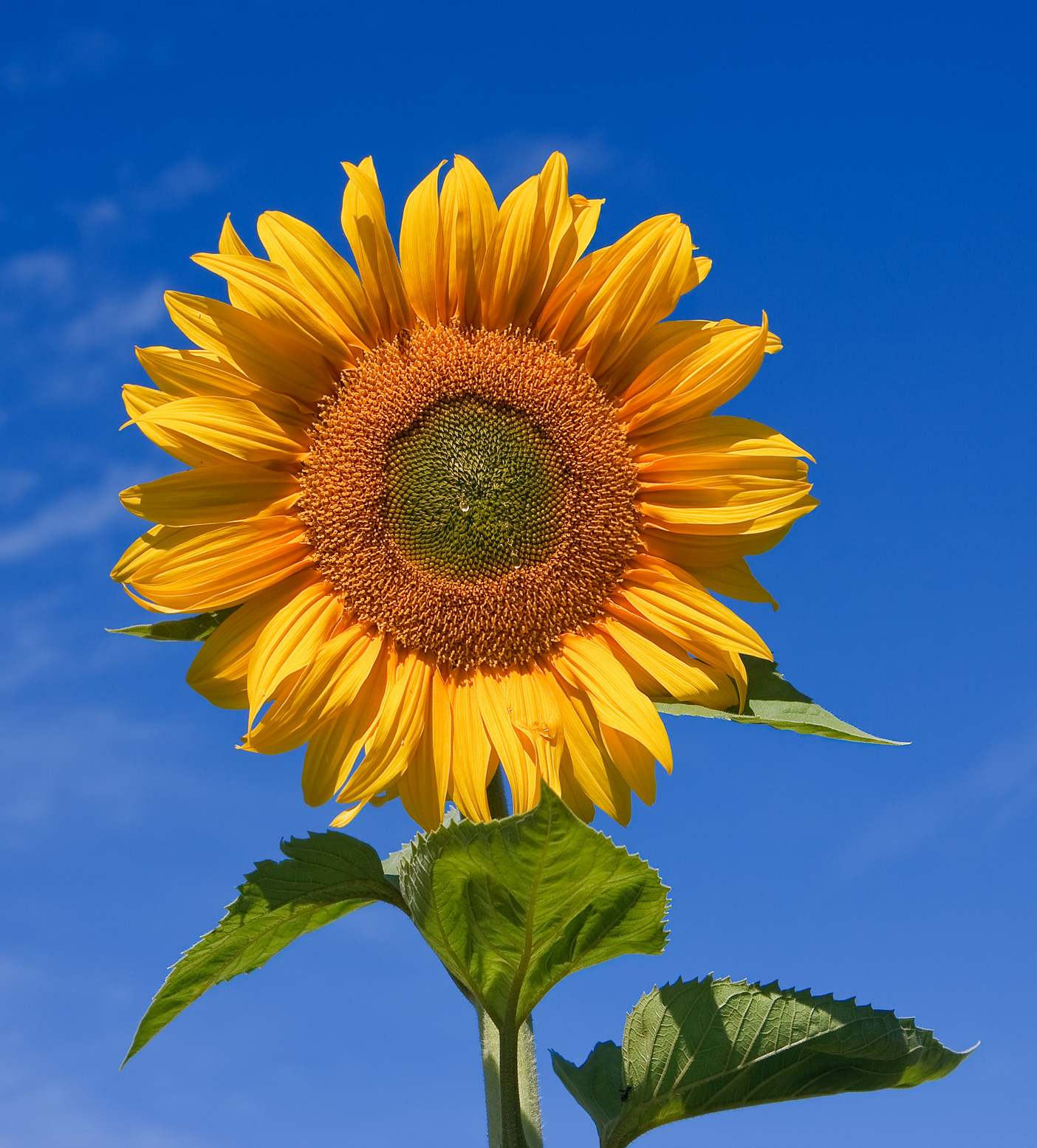
آفتابگردان
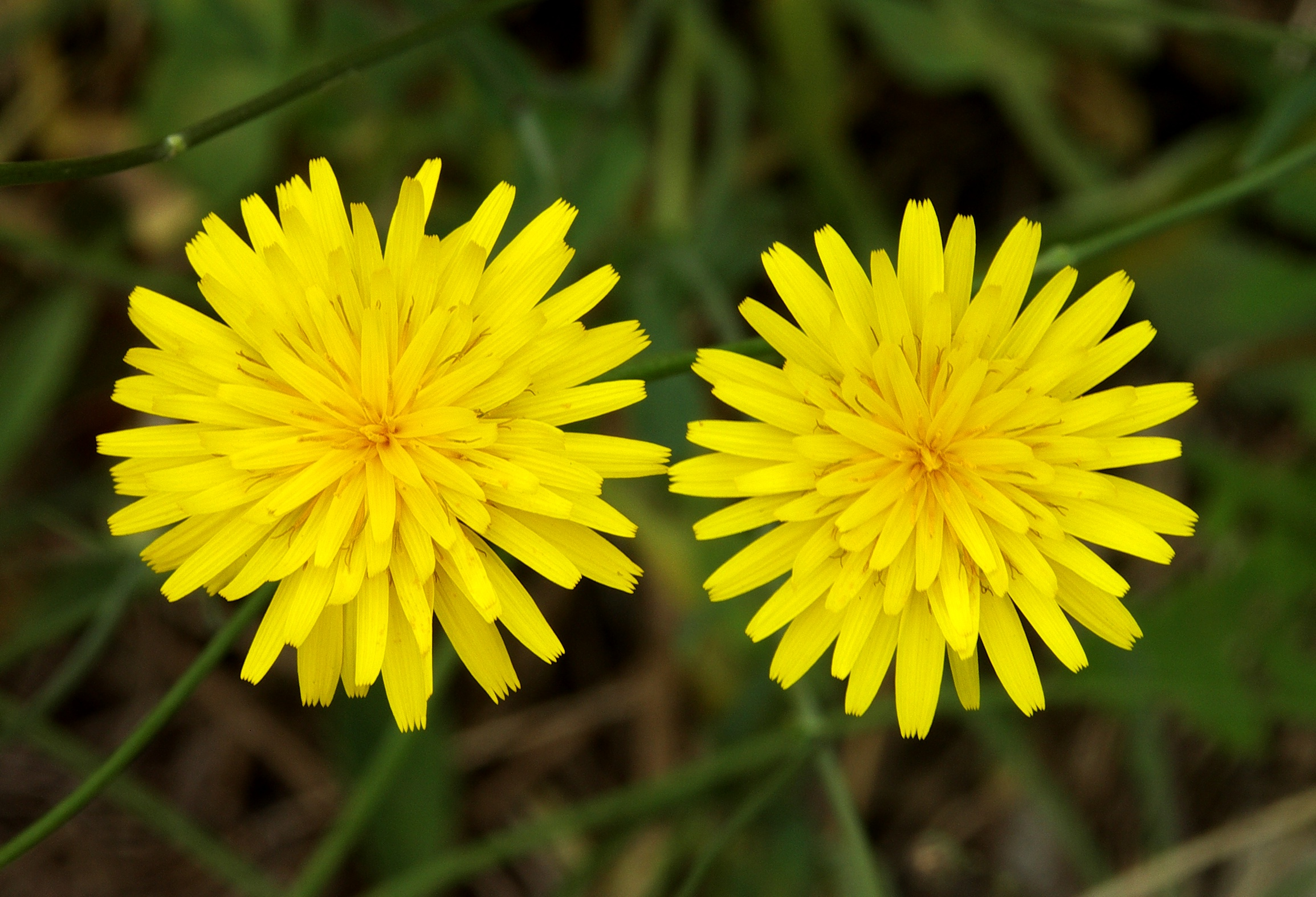
Hieracium muorum (wall hawkweed)
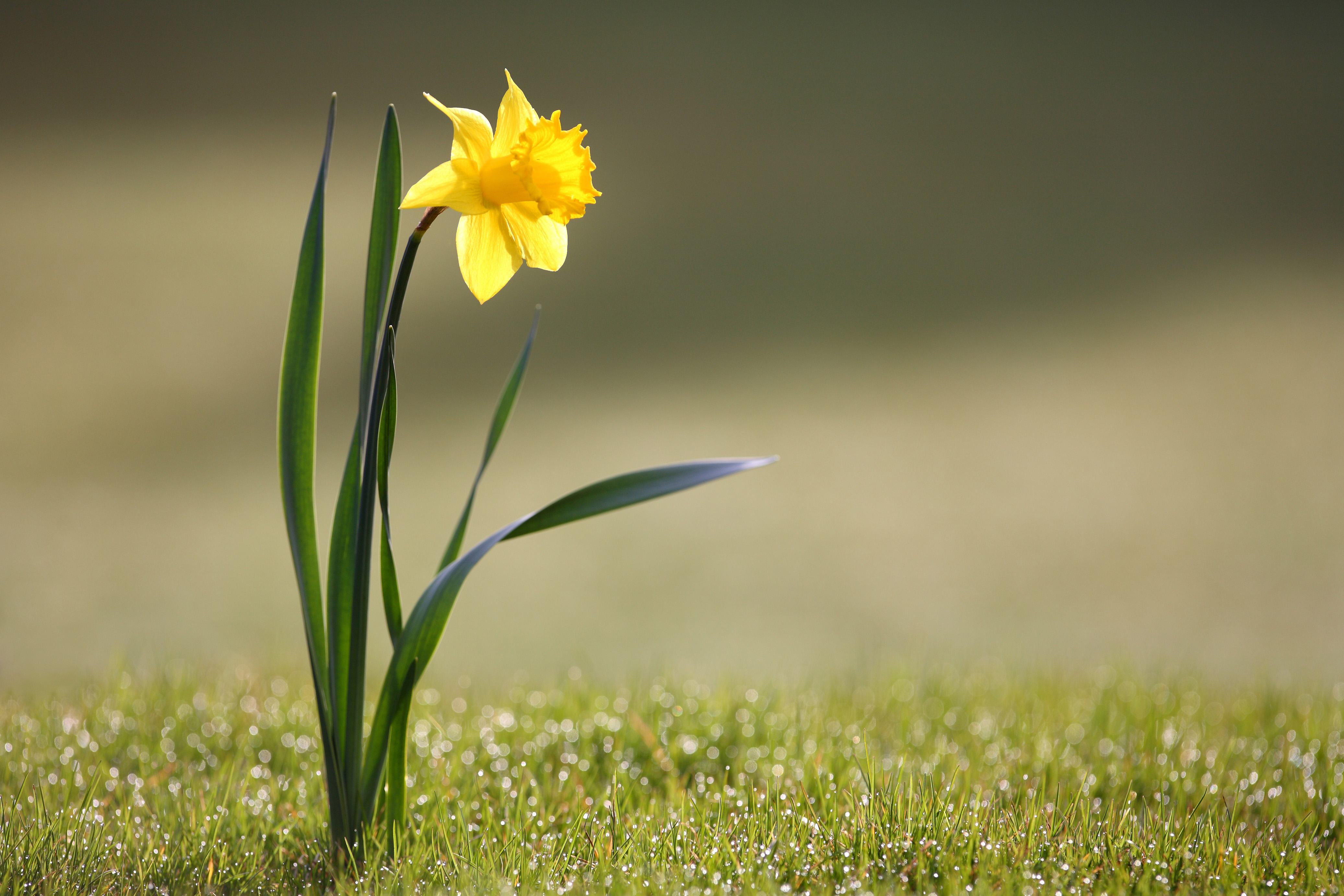
نرگس (daffodil)
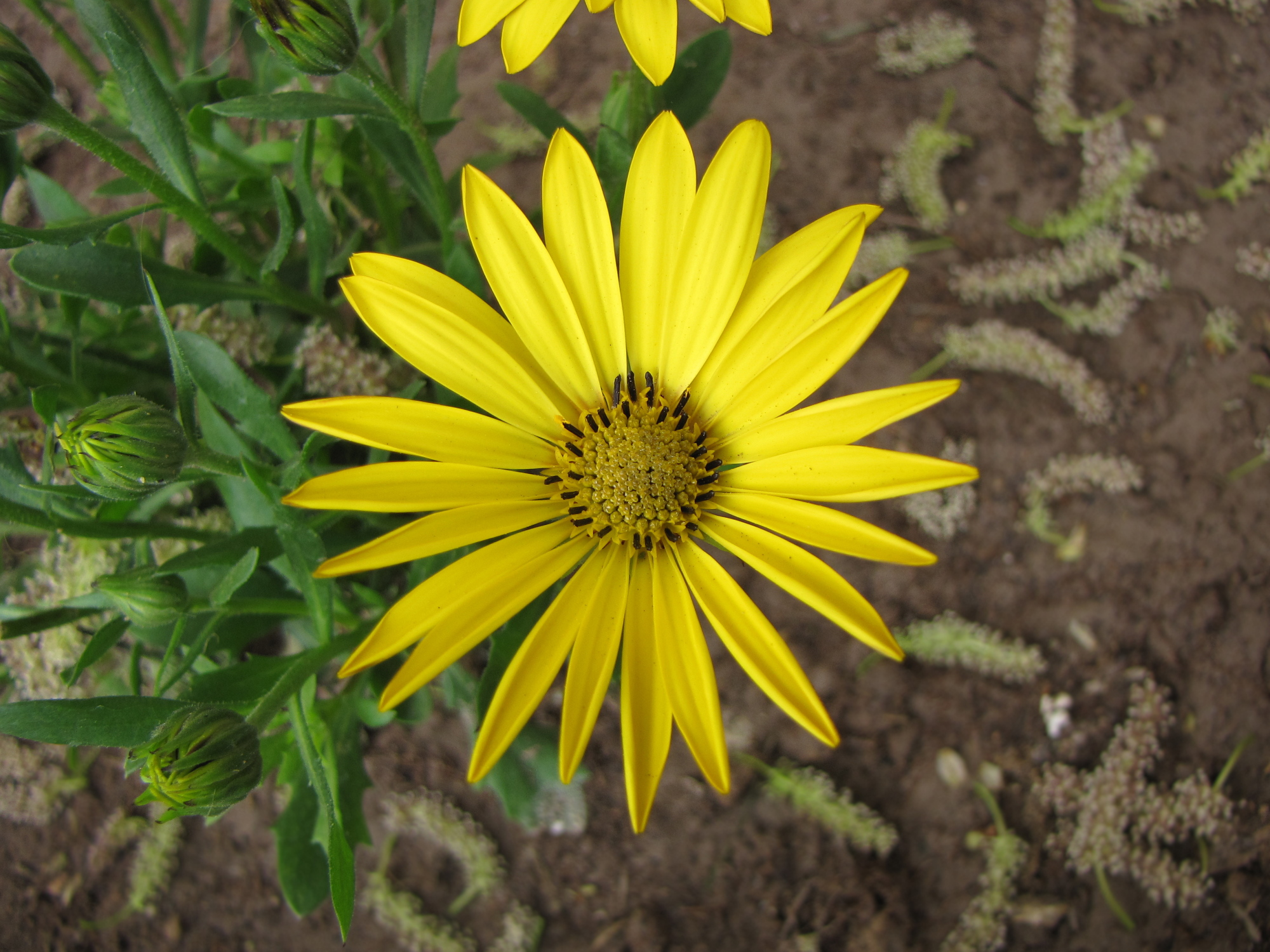
استئوسپرموم
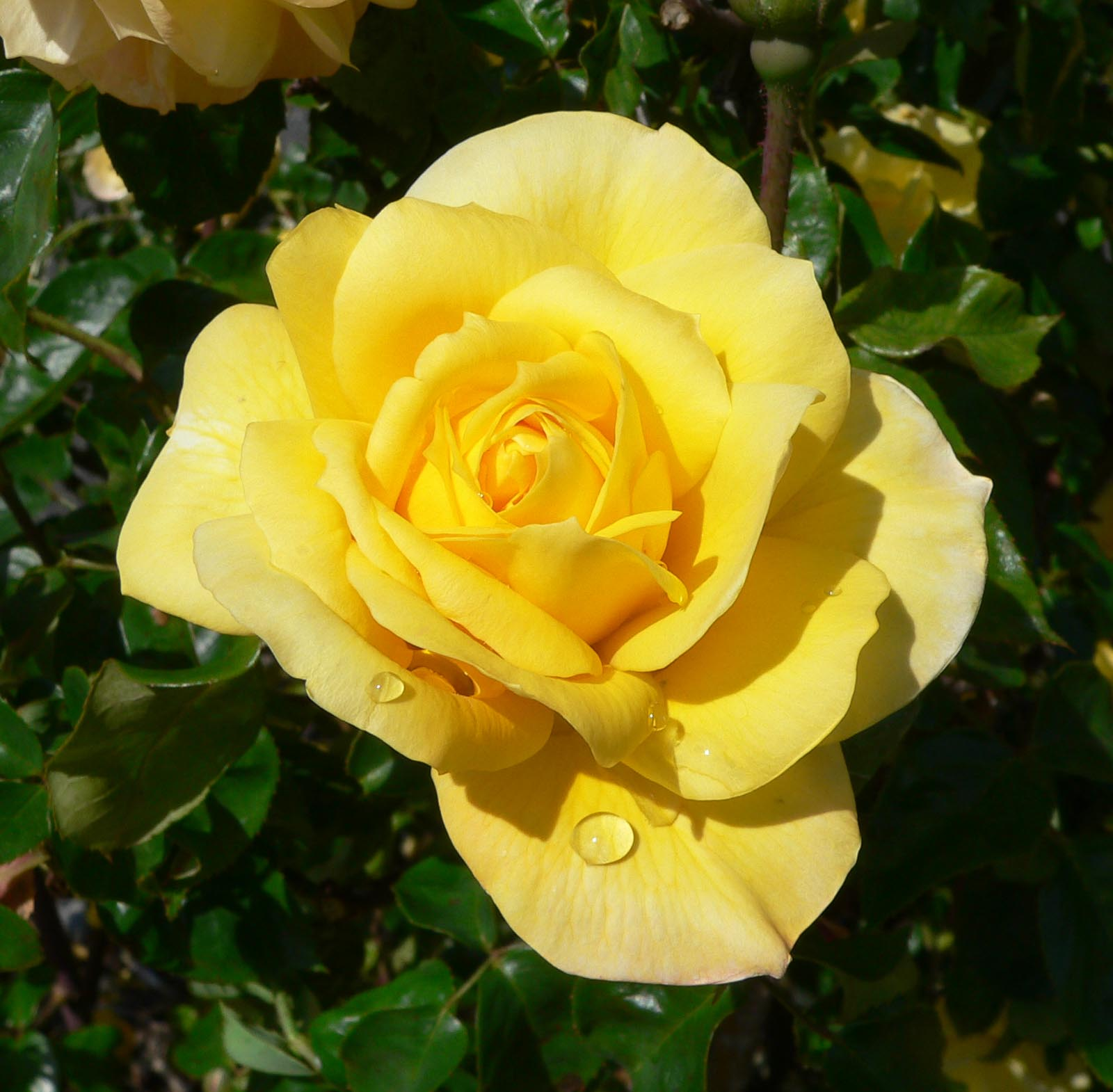
رز زرد